# Les Massacreurs de Brooklyn
Pour plus de détails, voir Fiche technique et Distribution.
Les Massacreurs de Brooklyn (Defiance) est un film américain réalisé par John Flynn, sorti en 1980.

## Synopsis
Un marin paumé et sans le sou s'installe provisoirement dans un appartement situé dans un quartier mal famé, gouverné par une bande de loubards. D'abord indifférent à leur sort, il va s'attacher à leurs habitants et tenter de lutter efficacement contre les activités du gang.

## Fiche technique
- Titre français : Les Massacreurs de Brooklyn
- Titre original : Defiance
- Réalisation : John Flynn
- Scénario : Thomas Michael Donnelly
- Musique : Dominic Frontiere
- Photographie : Ric Waite
- Montage : David Finfer
- Production : Jerry Bruckheimer & William S. Gilmore
- Société de production : Necta
- Société de distribution : Metro-Goldwyn-Mayer
- Pays de production :  États-Unis
- Langue : Anglais
- Format : Couleur - Mono - 35 mm - 1.85:1
- Genre : Drame, Action
- Durée : 103 min
- Date de sortie : 1980

## Distribution
- Jan-Michael Vincent : Tommy
- Theresa Saldana : Marsha
- Danny Aiello : Carmine Defranco
- Rudy Ramos : Angel Cruz
- Fernando López : Kid
- Art Carney : Abe
- Lenny Montana : Whacko
- Frank Pesce (en) : Herbie
- Don Blakely : Abbie
- Joseph Campanella : Karenski
- Tom Reese : L'officier de police
- James Victor : Le père Rivera
- Lee Fraser : Bandana
- E. Brian Dean : Rondini
- Philip Levy : Earnie

## Anecdote
- Lors de l'attaque à main armée dans la salle de bingo, on peut apercevoir le nom J. Flynn inscrit sur le tableau qui est un clin d'œil au réalisateur.